# Élections législatives de 1919 en Maine-et-Loire
Les élections législatives de 1919 ont eu lieu le 16 novembre.

## Résultats à l'échelle du département
| Listes         | Listes                          | Premier tour | Premier tour | Sièges |
| Listes         | Listes                          | Voix         | %            | Sièges |
| -------------- | ------------------------------- | ------------ | ------------ | ------ |
|                | Liste du Bloc national          | 54 008       | 52,70        | 6      |
|                | Liste de Droite                 | 23 332       | 22,77        | 1      |
|                | Listes de gauches républicaines | 15 860       | 15,47        | 0      |
|                | Liste socialiste (S.F.I.O.)     | 7 915        | 7,72         | 0      |
|                |                                 |              |              |        |
| Inscrits       | Inscrits                        | 144 738      | 100,00       | 7      |
| Votants        | Votants                         | 107 029      | 73,95        |        |
| Abstention     | Abstention                      | 37 709       | 26,05        |        |
| Blancs et nuls | Blancs et nuls                  | 4 541        | 3,24         |        |
| Exprimés       | Exprimés                        | 102 488      | 95,76        |        |

## Résultat par circonscription

### 1recirconscription
| Liste          | Liste                              | Moyenne        | %      | Sièges | Candidat                      | Candidat                   | Tendance | Voix   | %     |
| -------------- | ---------------------------------- | -------------- | ------ | ------ | ----------------------------- | -------------------------- | -------- | ------ | ----- |
|                | Liste des candidats républicains   | 30 592         | 61,35  | 3      |                               | Jacques-Ambroise Monprofit | FR       | 31 100 | 62,37 |
|                | Liste des candidats républicains   | 30 592         | 61,35  | 3      | Georges Millin de Grandmaison | FR                         | 30 614   | 61,40  |       |
|                | Liste des candidats républicains   | 30 592         | 61,35  | 3      | Alfred Rabouin                | ARD                        | 30 058   | 60,28  |       |
|                |                                    |                |        |        |                               |                            |          |        |       |
|                | Union des groupements républicains | 12 040         | 24,15  | 0      |                               | Bernier                    | DVG      | 11 496 | 23,06 |
|                | Union des groupements républicains | 12 040         | 24,15  | 0      | Landais                       | DVG                        | 11 834   | 23,73  |       |
|                | Union des groupements républicains | 12 040         | 24,15  | 0      | Pichery                       | DVG                        | 11 791   | 23,65  |       |
|                |                                    |                |        |        |                               |                            |          |        |       |
|                | Liste socialiste (S.F.I.O.)        | 6 196          | 12,43  | 0      |                               | Chevalley                  | SFIO     | 6 284  | 12,60 |
|                | Liste socialiste (S.F.I.O.)        | 6 196          | 12,43  | 0      | Doignon                       | SFIO                       | 6 183    | 12,40  |       |
|                | Liste socialiste (S.F.I.O.)        | 6 196          | 12,43  | 0      | Bellier                       | SFIO                       | 6 123    | 12,28  |       |
|                |                                    |                |        |        |                               |                            |          |        |       |
| Inscrits       | Inscrits                           | Inscrits       | 74 371 | 100,00 |                               |                            |          |        |       |
| Votants        | Votants                            | Votants        | 52 449 | 70,52  |                               |                            |          |        |       |
| Abstentions    | Abstentions                        | Abstentions    | 21 922 | 29,48  |                               |                            |          |        |       |
| Blancs et nuls | Blancs et nuls                     | Blancs et nuls | 2 586  | 4,93   |                               |                            |          |        |       |
| Exprimés       | Exprimés                           | Exprimés       | 49 863 | 95,07  |                               |                            |          |        |       |

### 2ecirconscription
| Liste          | Liste                                   | Moyenne        | %      | Sièges | Candidat                 | Candidat          | Tendance | Voix   | %     |
| -------------- | --------------------------------------- | -------------- | ------ | ------ | ------------------------ | ----------------- | -------- | ------ | ----- |
|                | Liste républicaine d'Union nationale    | 23 416         | 44,50  | 3      |                          | Julien Bessonneau | FR       | 23 954 | 45,52 |
|                | Liste républicaine d'Union nationale    | 23 416         | 44,50  | 3      | Jean-Charles Boutton     | DVD               | 23 887   | 45,39  |       |
|                | Liste républicaine d'Union nationale    | 23 416         | 44,50  | 3      | Charbonneau              | DVD               | 22 803   | 43,33  |       |
|                | Liste républicaine d'Union nationale    | 23 416         | 44,50  | 3      | Anatole Manceau          | FR                | 23 023   | 43,75  |       |
|                |                                         |                |        |        |                          |                   |          |        |       |
|                | Liste des candidats d'Union nationale   | 23 332         | 44,34  | 1      |                          | Ferdinand Bougère | Droite   | 23 820 | 45,26 |
|                | Liste des candidats d'Union nationale   | 23 332         | 44,34  | 1      | Delahaye                 | Droite            | 23 671   | 44,98  |       |
|                | Liste des candidats d'Union nationale   | 23 332         | 44,34  | 1      | Pierre de Blacas d'Aulps | Droite            | 22 603   | 42,95  |       |
|                | Liste des candidats d'Union nationale   | 23 332         | 44,34  | 1      | Geoffroy d'Andigné       | Droite            | 23 234   | 44,15  |       |
|                |                                         |                |        |        |                          |                   |          |        |       |
|                | Liste républicaine d'Union démocratique | 3 820          | 7,26   | 0      |                          | Millon            | DVG      | 3 914  | 7,44  |
|                | Liste républicaine d'Union démocratique | 3 820          | 7,26   | 0      | Meslet                   | DVG               | 3 726    | 7,08   |       |
|                |                                         |                |        |        |                          |                   |          |        |       |
|                | Liste socialiste (S.F.I.O.)             | 1 719          | 3,27   | 0      |                          | Boutin            | SFIO     | 1 774  | 3,37  |
|                | Liste socialiste (S.F.I.O.)             | 1 719          | 3,27   | 0      | Gaignard                 | SFIO              | 1 707    | 3,24   |       |
|                | Liste socialiste (S.F.I.O.)             | 1 719          | 3,27   | 0      | Metais                   | SFIO              | 1 684    | 3,20   |       |
|                | Liste socialiste (S.F.I.O.)             | 1 719          | 3,27   | 0      | Moreau                   | SFIO              | 1 711    | 3,25   |       |
|                |                                         |                |        |        |                          |                   |          |        |       |
| Inscrits       | Inscrits                                | Inscrits       | 70 367 | 100,00 |                          |                   |          |        |       |
| Votants        | Votants                                 | Votants        | 54 580 | 77,56  |                          |                   |          |        |       |
| Abstentions    | Abstentions                             | Abstentions    | 15 787 | 22,44  |                          |                   |          |        |       |
| Blancs et nuls | Blancs et nuls                          | Blancs et nuls | 1 955  | 3,58   |                          |                   |          |        |       |
| Exprimés       | Exprimés                                | Exprimés       | 52 625 | 96,42  |                          |                   |          |        |       |